# Stijn Westenend
Stijn Westenend (Eersel, 10 april 1972) is een Nederlands acteur. Hij is vooral bekend van zijn rol als Jozef Geelman, in de twee films van Pietje Bell.

## Filmografie
- Zoë, als jonge arts (1996)
- Baantjer, afl. De Cock en de moord op de heilsoldate, als: Hans Offrijn (1996)
- Lovely Liza, als Joost (1997)
- Ivoren wachters, als Philip Corvage (1998)
- Kruimeltje, als taxichauffeur (1999)
- De aanklacht, als Jeroen Beekwilder (2000)
- Westenwind, als Chemokid (2000)
- De Grot, als Kees (2001)
- Pietje Bell, als Jozef Geelman (2002)
- Russen, afl. Façade, als: Frederik Stielberg (2003)
- Pietje Bell 2: De Jacht op de Tsarenkroon, als Jozef Geelman (2003)
- Ernstige Delicten, als Peter van der Wal (2004)
- Grijpstra & De Gier, als Robert Vuijsje (2004)
- Van Speijk, als Frank de Waal (2006)
- Afblijven, als Rechercheur 1 (2006)
- Voetbalvrouwen, als dokter (2007)
- Boks, als Barend (2007)
- Kapitein Rob en het geheim van professor Lupardi, als onderzoeker (2007)
- Radeloos, als verpleger (2008)
- Lover of loser, als wiskundeleraar (2009)
- Flikken Maastricht, als Matthieu Bosch (afl. Geld 1, Geld 2) (2010)
- Razend, als verpleger (2011)
- Sonny Boy, als medewerker Waldemar (2011)
- Van God Los, als politieagent (2012)
- The Windmill Massacre, als toeristengids (2016)
- Moordvrouw, als Duco Witkamp (afl. Mankracht) (2017)
- SpangaS, als Siep (2017)
- Smeris, als Mitch Bos (2018)
- Flikken Maastricht, als Jonathan Swater) (2019)
- De regels van Floor, als Marcel vader van Randy (2021)